# Liste des îles par population
Voici une liste des principales îles classées par population décroissante. Les îles de plus de 1 million d'habitants sont répertoriées. Les masses continentales sont données à titre de comparaison.
Les chiffres de population pour chaque île proviennent des articles correspondants ; les dates de recensement (quand il existe) ne sont par conséquent pas uniformes.

## Îles
|    | Nom               | Pays                                                     | Population  | Année | Densité |
| -- | ----------------- | -------------------------------------------------------- | ----------- | ----- | ------- |
| 1  | Java              | Indonésie                                                | 141 370 000 | 2015  | 1 117   |
| 2  | Honshū            | Japon                                                    | 104 000 000 | 2010  | 452     |
| 3  | Grande-Bretagne   | Royaume-Uni                                              | 62 600 000  | 2017  | 281     |
| 4  | Luçon             | Philippines                                              | 53 336 134  | 2015  | 480     |
| 5  | Sumatra           | Indonésie                                                | 50 180 000  | 2015  | 90      |
| 6  | Madagascar        | Madagascar                                               | 25 571 000  | 2017  | 44      |
| 7  | Taïwan            | République de Chine                                      | 23 461 708  | 2015  | 649     |
| 8  | Mindanao          | Philippines                                              | 21 902 000  | 2015  | 226     |
| 9  | Bornéo            | Brunei Indonésie Malaisie                                | 21 258 000  | 2014  | 26      |
| 10 | Sri Lanka         | Sri Lanka                                                | 21 203 000  | 2016  | 310     |
| 11 | Hispaniola        | Haïti République dominicaine                             | 21 107 000  | 2016  | 277     |
| 12 | Célèbes           | Indonésie                                                | 18 455 058  | 2014  | 97      |
| 13 | Salsette          | Inde                                                     | 15 111 974  | 2012  | 24 414  |
| 14 | Kyūshū            | Japon                                                    | 13 200 000  | 2010  | 371     |
| 15 | Nouvelle-Guinée   | Indonésie Papouasie-Nouvelle-Guinée                      | 11 818 000  | 2014  | 15      |
| 16 | Cuba              | Cuba                                                     | 11 167 325  | 2012  | 103     |
| 17 | Hainan            | Chine                                                    | 9 035 000   | 2014  | 227     |
| 18 | Long Island       | États-Unis                                               | 7 838 822   | 2015  | 2 039   |
| 19 | Irlande           | Irlande Royaume-Uni                                      | 6 572 728   | 2016  | 66      |
| 20 | Pulau Ujong       | Singapour                                                | 5 607 300   | 2016  | 5 983   |
| 21 | Hokkaidō          | Japon                                                    | 5 383 579   | 2015  | 73      |
| 22 | Sicile            | Italie                                                   | 5 048 553   | 2017  | 200     |
| 23 | Shikoku           | Japon                                                    | 4 200 000   |       | 224     |
| 24 | Porto Rico        | États-Unis                                               | 3 900 000   |       | 438     |
| 25 | Negros            | Philippines                                              | 3 700 000   |       | 291     |
| 26 | Panay             | Philippines                                              | 3 500 000   |       | 304     |
| 27 | Cebu              | Philippines                                              | 3 100 000   |       | 701     |
| 28 | Madura            | Indonésie                                                | 3 100 000   |       | 586     |
| 29 | Bali              | Indonésie                                                | 2 930 000   |       | 527     |
| 30 | Île du Nord       | Nouvelle-Zélande                                         | 2 820 000   |       | 25      |
| 31 | Jamaïque          | Jamaïque                                                 | 2 730 000   |       | 248     |
| 32 | Lombok            | Indonésie                                                | 2 700 000   |       | 497     |
| 33 | Zhongchan Dao     | Chine                                                    | 2 300 000   |       | 1 289   |
| 34 | Timor             | Indonésie Timor oriental                                 | 2 200 000   |       | 71      |
| 35 | Seeland           | Danemark                                                 | 2 108 877   |       | 300     |
| 36 | Leyte             | Philippines                                              | 1 830 000   |       | 254     |
| 37 | Florès            | Indonésie                                                | 1 800 000   |       | 126     |
| 38 | Île de Montréal   | Canada                                                   | 1 800 000   |       | 3 727   |
| 39 | Dakhin Shahbazpur | Bangladesh                                               | 1 700 000   |       | 1 180   |
| 40 | Sardaigne         | Italie                                                   | 1 600 000   |       | 67      |
| 41 | Manhattan         | États-Unis                                               | 1 500 000   |       | 25 510  |
| 42 | Samar             | Philippines                                              | 1 370 000   |       | 105     |
| 43 | Chypre            | République de Chypre République turque de Chypre du Nord | 1 300 000   |       | 141     |
| 44 | Hong Kong         | Chine                                                    | 1 230 000   |       | 15 299  |
| 45 | Île de São Luís   | Brésil                                                   | 1 227 000   |       | 870     |
| 46 | Okinawa           | Japon                                                    | 1 150 000   |       | 952     |
| 47 | Île Maurice       | Maurice                                                  | 1 144 000   |       | 613     |
| 48 | Trinité           | Trinité-et-Tobago                                        | 1 030 000   |       | 213     |

## Continents
|   | Nom             | Population (hab.) |
| - | --------------- | ----------------- |
| 1 | Afrique-Eurasie | 5 828 000 000     |
| 2 | Amériques       | 902 000 000       |
| 3 | Australie       | 22 000 000        |
| 4 | Antarctique     | 0                 |

- Liste des îles d'Europe par population